# Mirra Andreeva
Mirra Andreeva   (Krasnoiarsk, 29 d'abril de 2007) és una jugadora de tennis russa. Fins ara, va aconseguir el seu millor resultat al Torneig de Roland Garros 2024 arribant a les semifinals amb 17 anys. Va guanyar la medalla d'argent als Jocs Olímpics de París de 2024 en dobles femenins amb la seva parella Diana Shnaider.

## Trajectòria
Andreeva va fer el seu debut al quadre principal del WTA Tour al Jasmin Open de Monastir el 2022. No obstant això, va perdre a la primera ronda contra la sisena cap de sèrie, Anastassia Potàpova, en tres sets, 2 hores i 35 minuts. El gener de 2023, Andreeva va arribar a la final d'individuals femenins a l'Open d'Austràlia, perdent finalment davant la companya de dobles Alina Korneeva, en tres sets.
Amb 15 anys d'edat i essent número 194 del rànquing, Andreeva va guanyar el seu primer partit del WTA Tour contra Leylah Fernandez al Mutua Madrid Open 2023. Amb aquesta victòria es va convertir en la tercera jugadora més jove a guanyar un partit del quadre principal en un torneig WTA 1000, només per darrere de Cori Gauff i CiCi Bellis. A més, Andreeva va ser la segona jove de 15 anys que va derrotar a una rival entre les 50 millors en un torneig WTA 1000 (Bellis havia estat la primera el 2015). A continuació, va derrotar Beatriz Haddad Maia, la 13a cap de sèrie, la seva primera victòria entre les 20 primeres, per arribar a la tercera ronda, convertint-se en la setena jugadora que va derrotar a un rival entre les 20 primeres abans dels 16 anys al segle xxi. En el seu 16è aniversari, va registrar la seva 16a victòria professional contra una altra jugadora del top 20, la 17a cap de sèrie Magda Linette, per arribar als vuitens de final. A continuació, va perdre contra l'eventual campiona Aryna Sabalenka. Com a resultat, Andreeva va pujar més de 50 posicions el 8 de maig de 2023, i es va situar al número 146 del món.
Com a número 143, Andreeva va debutar en un Grand Slam al Torneig de Roland Garros 2023, classificant-se per al quadre principal i després derrotant Alison Riske-Amritraj a la primera ronda per a registrar la seva primera gran victòria. A continuació, va derrotar Diane Parry per arribar a la tercera ronda per primera vegada en un Grand Slam. Com a resultat, es va convertir en la jugadora més jove a assolir aquesta fita des de Sesil Karatantcheva, de 15 anys, el 2005, i la setena jugadora en els últims 30 anys en arribar a aquesta fase a Roland Garros abans de fer 17 anys. Tot i guanyar el primer set, Andreeva va perdre davant la sisena cap de sèrie, Cori Gauff, a la tercera ronda. Va pujar més de 40 posicions al rànquing de la WTA, un lloc per sota dels 100 primers, el 12 de juny de 2023.
Andreeva va fer el seu debut al quadre principal del Torneig de Wimbledon 2023 i va arribar a la tercera ronda, derrotant Wang Xiyu i la desena cap de sèrie, Barbora Krejčíková. A continuació, va derrotar a la 22a cap de sèrie i compatriota russa, Anastassia Potàpova, per jugar a la quarta ronda, convertint-se en la jugadora més jove des de Cori Gauff el 2019 en assolir aquesta fita a l'All England Club. Com a resultat, es va situar a la classificació entre les 70 primeres. Al US Open 2023 Andreeva va guanyar el seu partit de primera ronda, abans de caure a la segona ronda davant l'eventual campiona Cori Gauff. L'11 de setembre de 2023 va assolir una nova fita en la seva carrera: el número 57. Al China Open 2023 va passar a la tercera ronda, perdent davant d'Ielena Ribàkina, i va pujar a la classificació entre les 50 primeres.
Al Brisbane International de 2024, Andreeva va guanyar els seus tres primers partits per assolir els seus primers quarts de final del WTA Tour, eliminant al llarg del camí la quarta cap de sèrie i la jugadora del top 20 Liudmila Samsonova i Arina Rodiónova. A l'Open d'Austràlia 2024 va derrotar Bernarda Pera i la següent sisena cap de sèrie Ons Jabeur, la seva primera victòria entre els 10 primers, per arribar a la tercera ronda.A la tercera ronda de l'Open d'Austràlia, Andreeva va derrotar Diane Parry, després de perdre 1–5 en el set final i salvar un punt de partit pel seu propi servei a 2–5. Va ser la quarta jugadora en els últims 30 anys que va arribar a la quarta ronda en individual abans de complir 17 anys tant a Wimbledon com a l'Open d'Austràlia després de Martina Hingis, Tatiana Golovin i Cori Gauff. Posteriorment, va perdre davant la cap de sèrie número 9, Barbora Krejčíková, a la quarta ronda en un altre partit de tres sets.
Al Torneig de Roland Garros 2024, Andreeva va assolir la seva primera semifinal en un Grand Slam amb victòries sobre Emina Bektas, la 19a cap de sèrie Viktória Azàrenka, Peyton Stearns, Varvara Gracheva i la número 2 Arina Sabalenka. Això la va convertir en la jugadora més jove en arribar a la quarta ronda d'un Grand Slam a les tres superfícies des d'Anna Kúrnikova el 1998, i la jugadora més jove en arribar a les semifinals de Roland Garros des de Martina Hingis el 1997. En dobles en el mateix torneig va arribar als quarts de final fent parella amb Vera Zvonareva. Al juliol, al Torneig de Iași, va guanyar el seu primer títol del WTA Tour en derrotar Elina Avanesyan a la final quan la seva rival es va retirar lesionada durant el tercer set.

## Vida personal
Andreeva és la germana petita de la tenista professional Erika Andreeva. Ambdues van néixer a Krasnoiarsk, però després es van traslladar a Moscou per a entrenar-se. Des del 2022, ella i l'Erika s'han entrenat a l'Elite Tennis Center de Canes, l'antiga base d'entrenament de Daniïl Medvédev.